# Частоозерье
Частоозерье — село в Курганской области, административный центр Частоозерского района и Частоозерского сельсовета.
Расположено около озера Мартыново в 67 км от железнодорожной станции Петухово (на линии Курган — Петропавловск).

## История
Точная дата основания деревни Частоозерье не установлена. Вероятно, появление её следует отнести ко второй половине XVIII века.  Достоверно известно, что в 1795 году деревня уже не только существовала, но и была центром одноименной волости Ишимского уезда.
После возведения здесь храма и открытия в начале 1820-х годов прихода деревня стала именоваться селом Частоозерье, в котором уже в 1830-е годы дважды в год проводились торжки. 
В 1880 году в селе открылась министерская школа, в 1892 году — церковно-приходская школа. В начале XX века в Частоозерье был хлебозапасный магазин, винная лавка, шесть торговых лавок, 15 ветряных мельниц, маслодельня, две кузницы, государственная сберегательная касса, велись почтовые операции.
В первые годы XX века территория района относилась к Ишимскому уезду Тобольской губернии. Частоозерский район образован 1 марта 1924 года на основании постановлений ВЦИК от 3 и 12 ноября 1923 года в составе Ишимского округа Уральской области из Частоозерской, Лихановской, Бутыринской, Долговской и части Утчанской волостей Ишимского уезда Тюменской области.
В 1932 году район вошёл в состав вновь образованной Челябинской области, в 1943 году — в состав Курганской области. В 1963 году район был упразднен, его территория вошла в состав Петуховского района, в 1972 году район вновь восстановлен.

## Достопримечательности
- Памятник Святому Александру Невскому.
- Храм Рождества Христова[4].
  - Рядом — памятник Георгию Победоносцу.
- Памятник «Россия» работы Николая Лаверецкого.
- Памятник босоногому «Мальчику с самолётиком».
- Памятник воину-интернационалисту (2016).
- Памятник земледельцам (2018).
- Памятник защитнику Отечества (2021)[5].

## Население
| 1989 | 2002 | 2010 | 2017 | 2018 |
| ---- | ---- | ---- | ---- | ---- |
| 3013 | 2843 | 2749 | 3572 | 2770 |

| 1939 | 1959  | 1979  | 1989  | 2002  | 2010  |
| ---- | ----- | ----- | ----- | ----- | ----- |
| 2261 | ↗2800 | ↘2730 | ↗3013 | ↘2843 | ↘2749 |